# Smythe Division
La Smythe Division della National Hockey League fu fondata nel 1974 come parte della Clarence Campbell Conference. La Division andò avanti per 19 stagioni fino al 1993.
Il suo nome fu attribuito in onore di Conn Smythe. Fu l'antecedente delle Northwest e Pacific Division.

## Campioni di Division nella stagione regolare
- 1974-75 -  Vancouver Canucks (38-32-10, 86 pt.)
- 1975-76 -  Chicago Blackhawks (32-30-18, 82 pt.)
- 1976-77 -  St. Louis Blues (32-39-9, 73 pt.)
- 1977-78 -  Chicago Blackhawks (32-29-19, 83 pt.)
- 1978-79 -  Chicago Blackhawks (29-36-15, 73 pt.)
- 1979-80 -  Chicago Blackhawks (34-27-19, 87 pt.)
- 1980-81 -  St. Louis Blues (45-18-17, 107 pt.)
- 1981-82 -  Edmonton Oilers (48-17-15, 111 pt.)
- 1982-83 -  Edmonton Oilers (47-21-12, 106 pt.)
- 1983-84 -  Edmonton Oilers (57-18-5, 119 pt.)

- 1984-85 -  Edmonton Oilers (49-20-11, 109 pt.)
- 1985-86 -  Edmonton Oilers (56-17-7, 119 pt.)
- 1986-87 -  Edmonton Oilers (50-24-6, 106 pt.)
- 1987-88 -  Calgary Flames (48-23-9, 105 pt.)
- 1988-89 -  Calgary Flames (54-17-9, 117 pt.)
- 1989-90 -  Calgary Flames (42-23-15, 99 pt.)
- 1990-91 -  Los Angeles Kings (46-24-10, 102 pt.)
- 1991-92 -  Vancouver Canucks (42-26-12, 96 pt.)
- 1992-93 -  Vancouver Canucks (46-29-9, 101 pt.)

## Campioni di Division nei Playoff
- 1981-82 -  Vancouver Canucks
- 1982-83 -  Edmonton Oilers
- 1983-84 -  Edmonton Oilers
- 1984-85 -  Edmonton Oilers
- 1985-86 -  Calgary Flames
- 1986-87 -  Edmonton Oilers
- 1987-88 -  Edmonton Oilers
- 1988-89 -  Calgary Flames
- 1989-90 -  Edmonton Oilers
- 1990-91 -  Edmonton Oilers
- 1991-92 -  Edmonton Oilers
- 1992-93 -  Los Angeles Kings

## Vincitori della Stanley Cup prodotti
- 1983-84 -  Edmonton Oilers
- 1984-85 -  Edmonton Oilers
- 1986-87 -  Edmonton Oilers
- 1987-88 -  Edmonton Oilers
- 1988-89 -  Calgary Flames
- 1989-90 -  Edmonton Oilers

## Vincitori della Presidents' Cup prodotti
- 1985-86 -  Edmonton Oilers
- 1986-87 -  Edmonton Oilers
- 1987-88 -  Calgary Flames
- 1988-89 -  Calgary Flames

## Vittorie della Division per squadra
| Squadra            | Numero di titoli vinti | Ultima vittoria |
| ------------------ | ---------------------- | --------------- |
| Edmonton Oilers    | 6                      | 1987            |
| Chicago Blackhawks | 4                      | 1980            |
| Vancouver Canucks  | 3                      | 1993            |
| Calgary Flames     | 3                      | 1990            |
| St. Louis Blues    | 2                      | 1981            |
| Los Angeles Kings  | 1                      | 1991            |